# Whitehill (apelido)
Whitehill é um apelido de família de origem britânica, proveniente de Calais, França, e significa literalmente "colina branca".
Esse sobrenome também é usado por vários personagens ficcionais, sendo a primeira, provavelmente, Victoria Whitehill, citada no livro Drácula, de Bram Stoker, e, mais recentemente, o conto San Juan Romero, da escritora Rita Maria Felix da Silva, faz menção a um Douglas Whitehill.